# Parti pirate (Tchéquie)
Pour les autres articles nationaux ou selon les autres juridictions, voir Liste des partis pirates et Parti pirate.
Le Parti pirate (en tchèque : pirátská strana, abrégé en Piráti) est un parti politique tchèque, fondé en 2009. Il s'inscrit dans le mouvement du Parti pirate international.

## Histoire
À la suite d'une pétition en ligne, 1 000 signatures ont été recueillies deux jours après le lancement du site internet en avril 2009, seuil nécessaire pour l'établissement d'un parti politique en Tchéquie.
Sur proposition en date du 27 mai 2009, le ministère de l'Intérieur décide d'enregistrer le parti pirate tchèque le 17 juin suivant.
En 2021, le parti forme l'alliance électorale Pirates et maires pour les élections législatives avec le parti libéral de centre-droit Maires et Indépendants (STAN). Elle remporte 37 sièges, dont 4 députés Pirates, et rejoint la coalition gouvernementale avec Ensemble (SPOLU). Le gouvernement dirigé par Petr Fiala comprend trois membre du Parti pirate : Ivan Bartoš, ministre du Développement régional et de la Numérisation, Jan Lipavský, ministre des Affaires étrangères et Michal Šalomoun, ministre de la Législation.
En septembre 2024, les Pirates quittent la coalition gouvernementale après que Fiala a limogé Bartoš de son poste de ministre du Développement régional en raison de problèmes liés à un nouveau système numérique de délivrance des permis de construire. Cependant, Lipavský quitte le parti pour rester ministre des Affaires étrangères.
Le 9 novembre 2024, Zdeněk Hřib, ancien maire de Prague, est élu chef du parti.

## Idéologie
Dans une analyse de 2016 de la perception qu'ont les électeurs des partis politiques, le Parti pirate tchèque a été identifié comme centriste (ayant à la fois des électeurs de droite et de gauche) et « libéral » (par opposition à « conservateur »). La direction du parti a déclaré qu'elle considérait le spectre politique gauche-droite comme obsolète.
Le programme du parti se concentre sur le contrôle du pouvoir politique et des dépenses publiques par le biais de mesures de transparence, de responsabilité et de lutte contre la corruption, la protection des libertés civiles, y compris les droits numériques, l'introduction d'éléments de démocratie participative en permettant au public de proposer des lois par le biais de pétitions et la simplification de la bureaucratie de l'État grâce aux e-gouvernements.
Le parti soutient la taxe bancaire, le renforcement de l'autorité de la Banque nationale tchèque, des mesures pour arrêter les sorties de capitaux et l'évasion fiscale, prévenir la spéculation financière qui mène à des crises financières et à la criminalité financière, et il est contre tout renflouement des banques par les contribuables. Le parti propose également la création d'un registre du lobby et une loi de lobbying.
Le Parti pirate tchèque est généralement pro-européen et pro-zone euro, tout en préconisant des réformes majeures dans les deux institutions pour combler le déficit démocratique perçu dans l'Union européenne. Les Pirates proposent que la République tchèque participe à l'intégration européenne et au processus décisionnel de l'UE, mais qu'elle n'adopte l'euro que si certaines conditions sont remplies. Le parti soutient également l'adhésion de la République tchèque à l'OTAN, mais il critique l'agression des membres de l'OTAN et soutient que tout engagement des forces de l'OTAN en dehors des territoires de ses États membres ne devrait avoir lieu que si les Nations unies le soutiennent par une résolution.
Les pirates s'opposent au Partenariat transatlantique de commerce et d'investissement (PTCI) et soutiennent les droits LGBT en Tchéquie.

## Résultats électoraux
Le parti prend part pour la première fois à une élection en Tchéquie à l'occasion des élections législatives tchèques de 2010. Dans l'ensemble du pays, il obtient alors 42 323 voix, soit 0,8 % des suffrages exprimés et se classe onzième en nombre de voix obtenues.

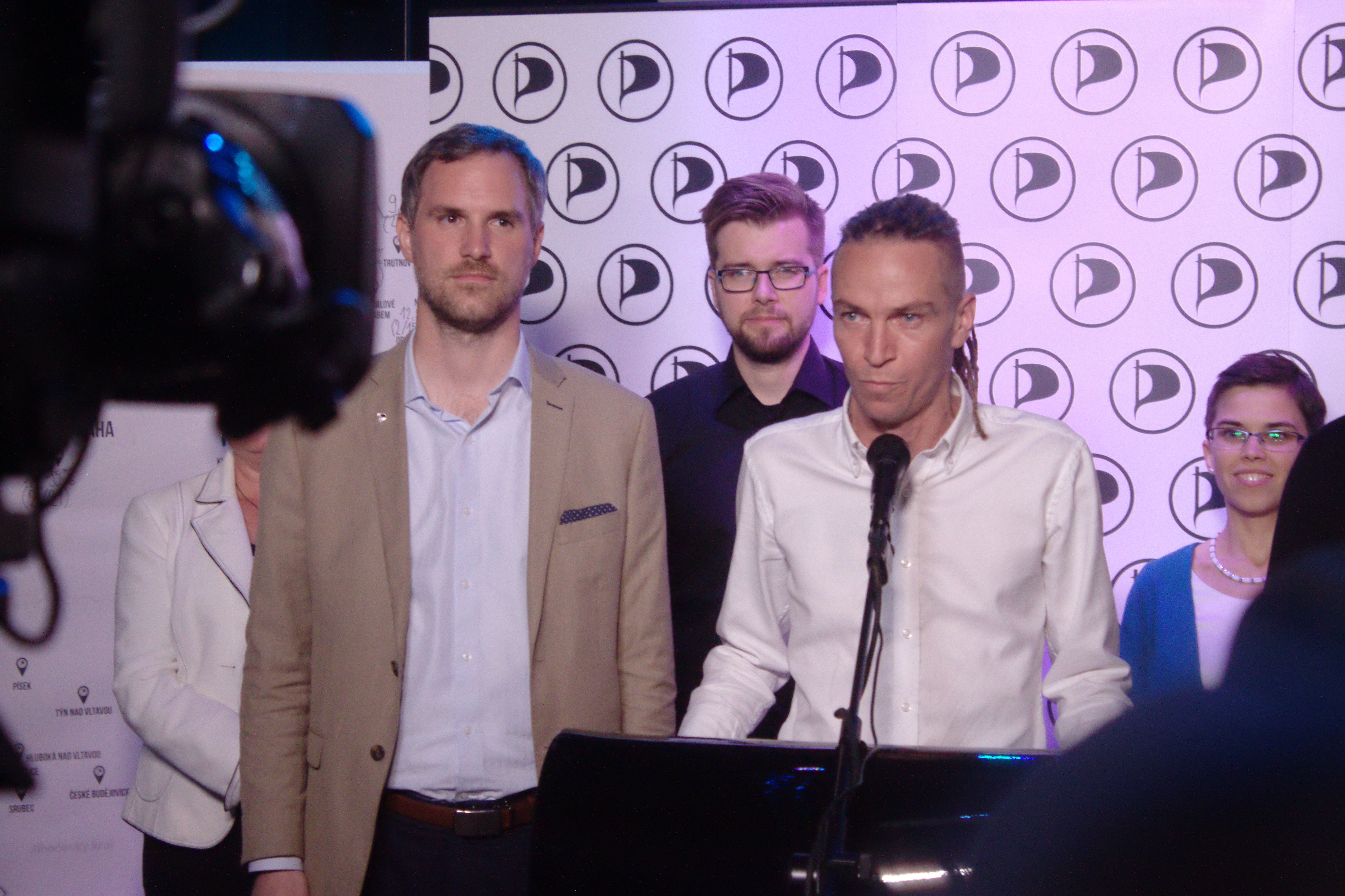
Zdeněk Hřib et Ivan Bartoš

Aux élections sénatoriales de 2010, le parti se présente dans la circonscription de Prague-11 (district 19) et obtient 2,77 % des voix tandis qu'aux élections locales de la même année, il n'obtient que 0,19 % des suffrages, mais obtient néanmoins 3 conseillers municipaux.
En 2011, lors des élections sénatoriales, le parti se présente dans la circonscription de Kladno (district 30) mais n'obtient que 205 voix et 0,75 % des suffrages
Le 20 octobre 2012, Libor Michálek est élu avec 74,4 % des voix dans le district 26.
Aux élections législatives tchèques de 2017, le Parti pirate fait son entrée à la Chambre des députés, en obtenant 10,79 % des voix, ce qui lui donne 22 députés. Il se classe troisième en nombre de voix obtenues.

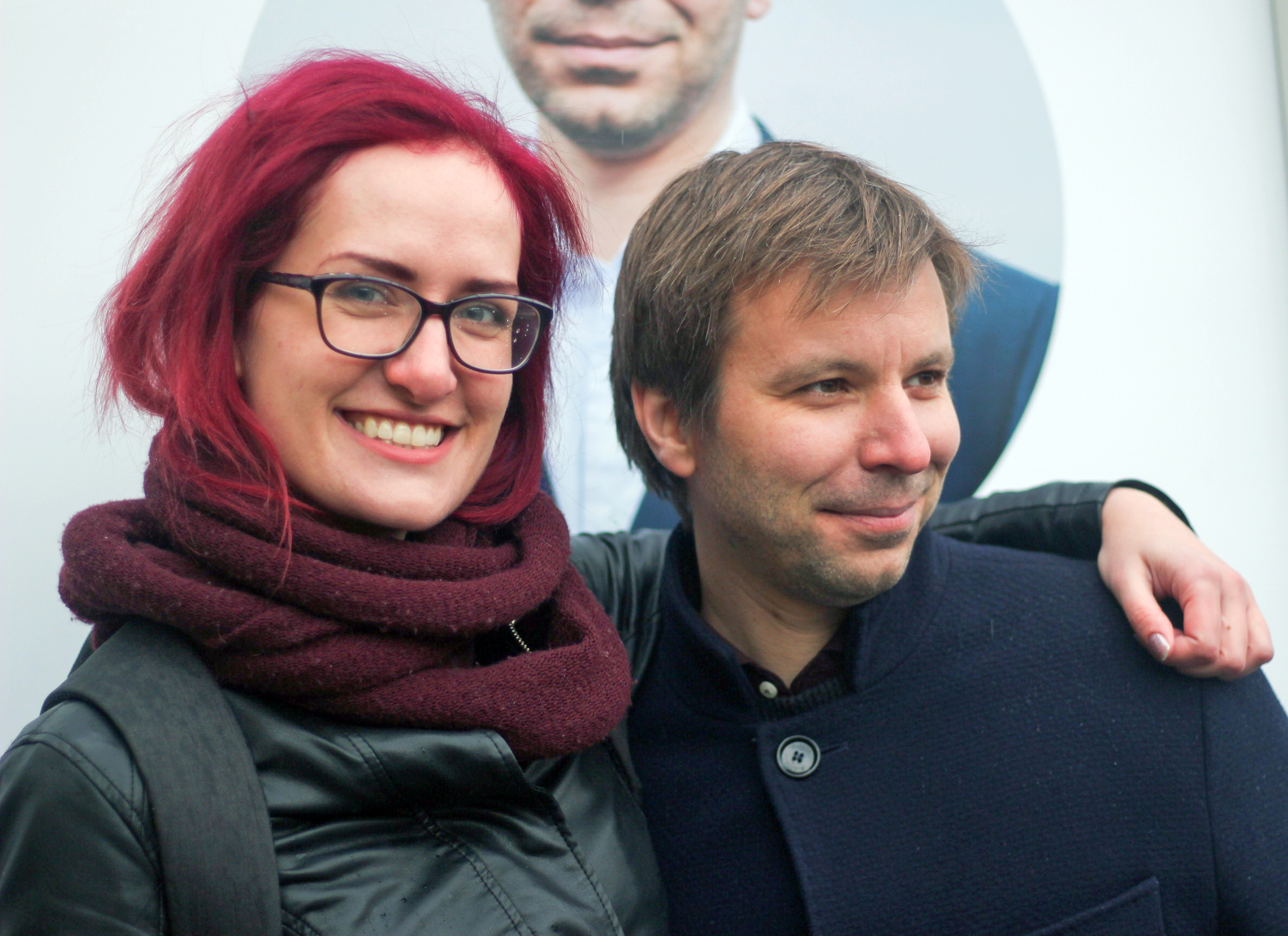
Markéta Gregorová et Marcel Kolaja

Zdeněk Hřib, un représentant de ce parti, est élu maire à Prague, la capitale du pays, le 15 novembre 2018. Après les élections de 2022, il perd son siège de maire mais participe à la coalition municipale dirigée par Bohuslav Svoboda.
Le parti participe aux élections européennes de 2019 et parvient à faire élire trois députés : Marcel Kolaja, aussi élu municipal à Brno, Markéta Gregorová et Mikuláš Peksa.
Lors des élections législatives de 2021, il fait alliance avec le Parti des Maires et Indépendants. Même si cette alliance gagne 9 sièges au total, le Parti pirate enregistre une forte baisse de représentation, perdant 18 de ses 22 députés, soit 80 % de ses sièges. Il rentre toutefois au gouvernement, où il obtient les portefeuilles des Affaires étrangères et du Développement rural.
Le parti s'inscrit du côté des perdants des élections européennes de 2024 avec un résultat « décevant » de 6,2 % des voix et un seul député,

### Élections parlementaires
| Année | Voix              | %                 | Rang | Mandats  | Gouvernement                                |
| ----- | ----------------- | ----------------- | ---- | -------- | ------------------------------------------- |
| 2010  | 42 323            | 0,80              | 11e  | 0 / 200  | Extra-parlementaire                         |
| 2013  | 132 417           | 2,66              | 9e   | 0 / 200  | Extra-parlementaire                         |
| 2017  | 546 393           | 10,79             | 3e   | 22 / 200 | Opposition                                  |
| 2021  | Pirates et maires | Pirates et maires | 3e   | 4 / 200  | Fiala (2021-2024), Opposition (depuis 2024) |

### Élections sénatoriales
| Année | Voix   | %    | Mandats | Rang |
| ----- | ------ | ---- | ------- | ---- |
| 2018  | 63 132 | 5,80 | 1 / 81  | 8e   |
| 2020  | 36 717 | 3,69 | 2 / 81  | 9e   |

### Élections européennes
| Année | Voix    | %     | Mandats | Rang |
| ----- | ------- | ----- | ------- | ---- |
| 2014  | 72 514  | 4,78  | 0 / 21  | 8e   |
| 2019  | 330 844 | 13,95 | 3 / 21  | 3e   |
| 2024  |         | 6,20  | 1 / 21  | 6e   |

### Élections régionales
| Année 2020      | Année 2020 | Année 2020 |
| Région          | %          | Sièges     |
| --------------- | ---------- | ---------- |
| Bohême centrale | 14,41      | 12 / 65    |
| Bohême-du-Sud   | 12,85      | 9 / 55     |
| Plzeň           | 13,56      | 7 / 45     |
| Karlovy Vary    | 11,56      | 6 / 45     |
| Ústí nad Labem  | 10,09      | 6 / 55     |
| Liberec         | 9,86       | 5 / 45     |
| Hradec Králové  | 14,41      | 7 / 45     |
| Pardubice       | 12,68      | 7 / 45     |
| Vysočina        | 13,20      | 7 / 45     |
| Moravie-du-Sud  | 13,80      | 10 / 65    |
| Olomouc         | 19,51[a]   | 13 / 55    |
| Zlín            | 13,26      | 6 / 45     |
| Moravie-Silésie | 11,86      | 9 / 65     |

- ^  Liste commune avec STAN